# Kamnik-Savinjaalperna
Kamnik-Savinjaalperna (slovenska Kamniško-Savinjske Alpe; tyska Steiner Alpen) är en del av Södra kalkalperna i norra Slovenien, men tangerar Österrike med sin norra front.
Västra delen av bergskedjan kallas Kamnikalperna (tyska Steiner Alpen) efter staden Kamnik (tyska Stein) i Kamniška Bistricas dal; östra Savinjaalperna (tyska Sanntaler Alpen) efter floden  Savinja (tyska Sann).
En stor del av den slovenska delen av bergskedjan är Natura 2000-område.

## Geografi och natur
The Kamnik–Savinjaalperna ligger söder om Karawankerna, längs den slovensk-österrikiska gränsen, och sträcker sig från floden Sava i väst till Savinja i öst, där det östra föralpina området med Kozjak, det utslocknade vulkaniska Smrekovec-massivet och Pohorje, Celje- och Sava-kullarna ligger. I nordväst når de Österrikes sydligaste punkt i Vellach-dalen under toppen Eisenkappel (slovenska Železna Kapla).
Huvuddelen av bergskedjan ligger i Slovenien. Historiskt utgjorde den gräns mellan hertigdömena Krain, Kärnten och Steiermark. Trerikspunkten låg på toppen Koroška Rinka (tyska Kärntner Rinkaspitze).
Under berget Skuta finns det en liten glaciär, vilket är Alpernas sydostligaste glaciär.
Floran och faunan är typisk för Alperna, men det sydliga läget gör också att arter med mer sydlig utbredning når hit. Ett antal endemiska växter och evertebrater finns i Kamnik-Savinjaalperna, vad gäller floran däribland den chokladdoftande orkidén Kamnikkulla (Nigritella lithoplitanica), Kamnik-prästkragen (Leucanthemum lithoplitanicum) och Kamniklöken (Allium kermesinum). Berggrunden är fossilrik. I kullarna runt Tuhinj-dalen har världens hitintills äldsta sjöhästfossil hittats, ca. 13 miljoner år gamla . Det rör sig om två sjöhästarter som har döpts till Hippocampus slovenicus och Hippocampus sarmaticus.

## Bergstoppar och pass
Några viktiga toppar är:
- Grintovec (2558 m)
- Jezerska Kočna (2540 m)
- Skuta (berg) (2532 m)
- Ojstríca (2350 m)
- Koroška Rinka (2433 m)
- Planjáva (2394 m)
- Brana (berg) (2253 m)
- Turska Gora (2251 m)
- Kalški Grében (2224 m)
- Mrzla Gora (2203 m)
- Storžič (2132 m)
- Krofička (2083 m)
- Raduha (2062 m)

28 toppar är högre än 2000 m. Den slovenska delen av bergskedjan är runt 900 km². Runt tre fjärdedelar av ytan är skogbevuxen, medan den de högre topparna är karga och klippiga.
De viktigaste passen är Jezersko Sedlo (tyska Seebergsattel) och Pavličevo Sedlo (tyska Paulitschsattel) mellan Österrike och Slovenien.

## Bildgalleri

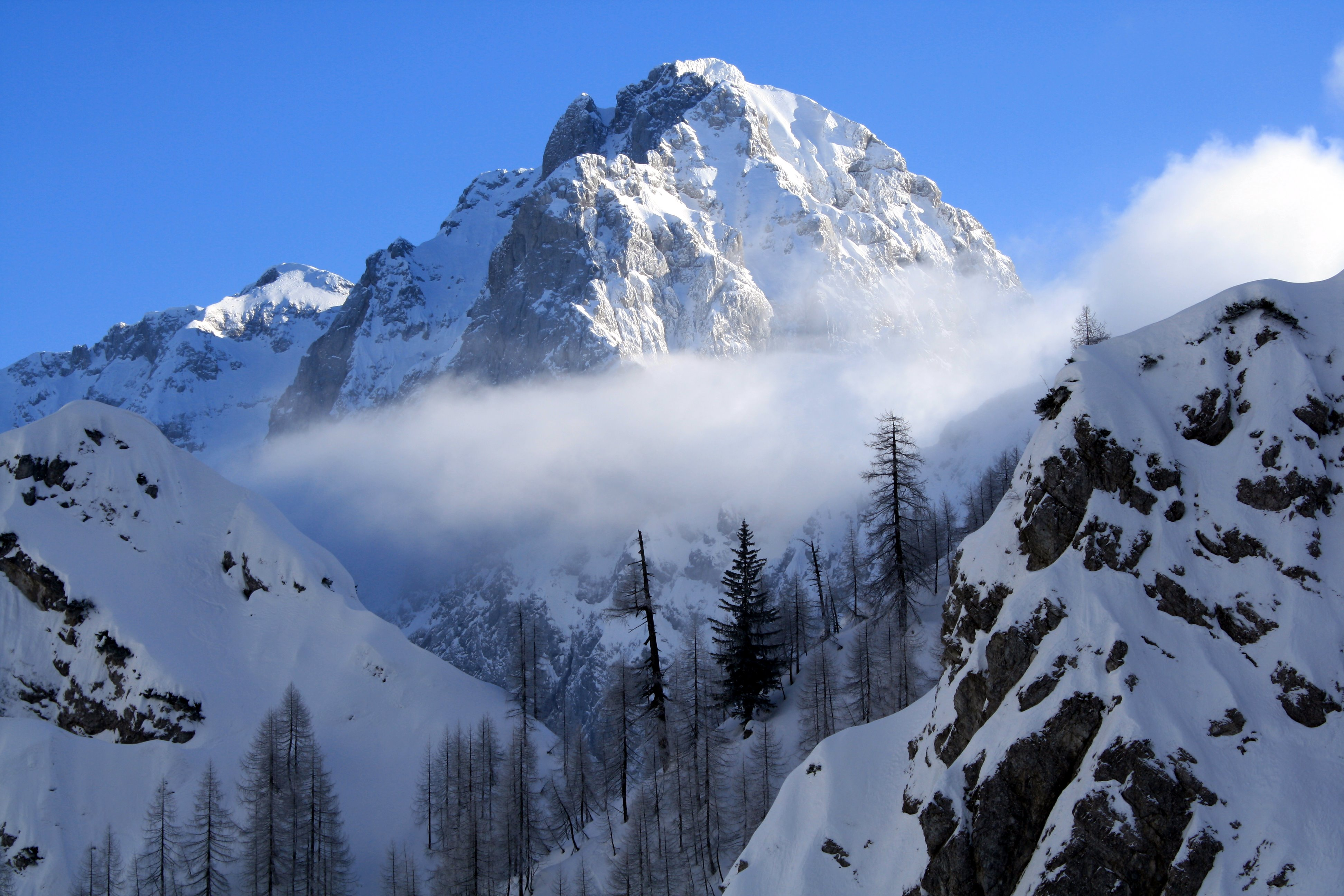
Planjáva i vinterskrud, sedd från platån Okrešelj.
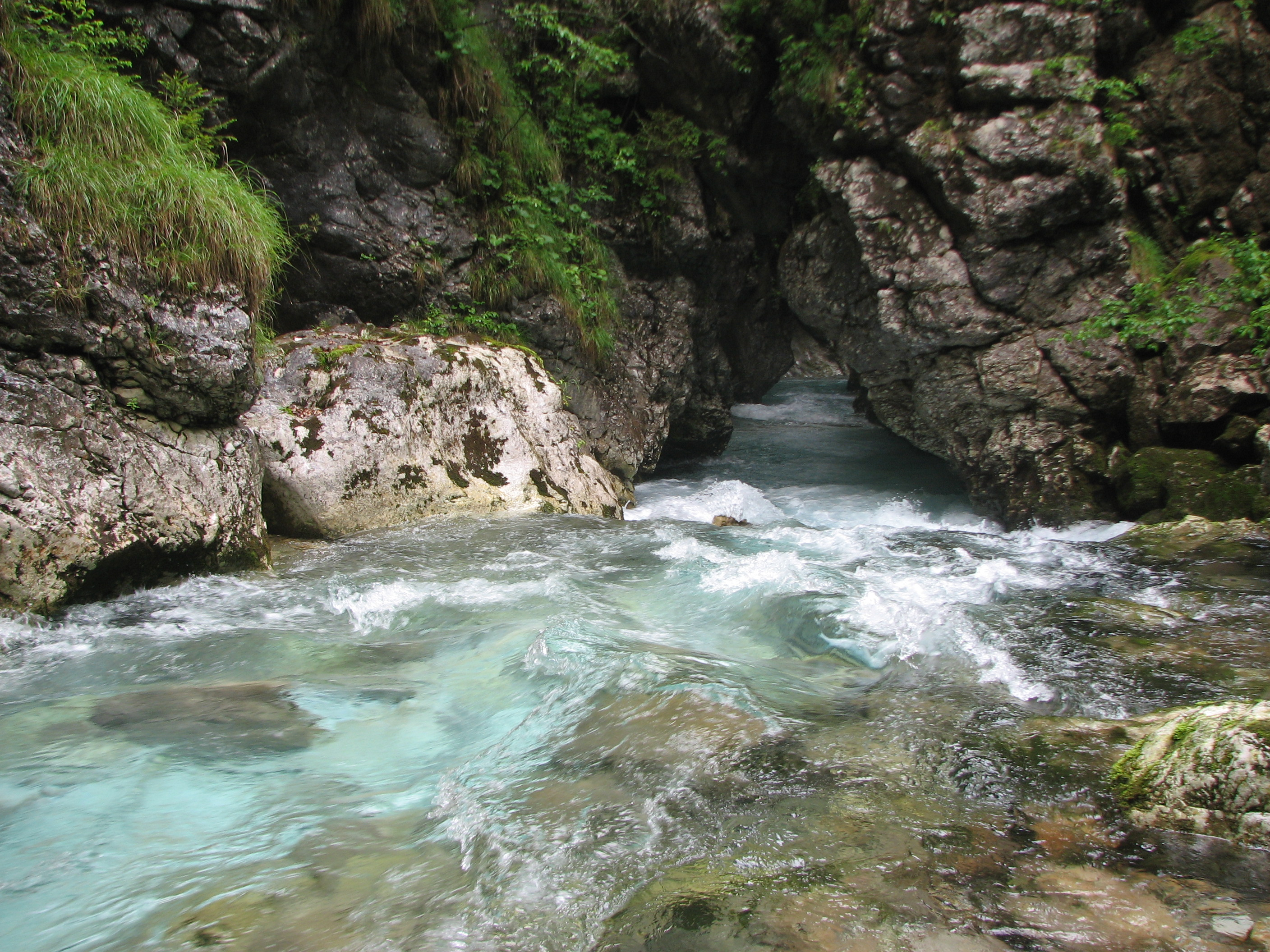
Älven Kamniška Bistrica försvinner in i en klyfta.
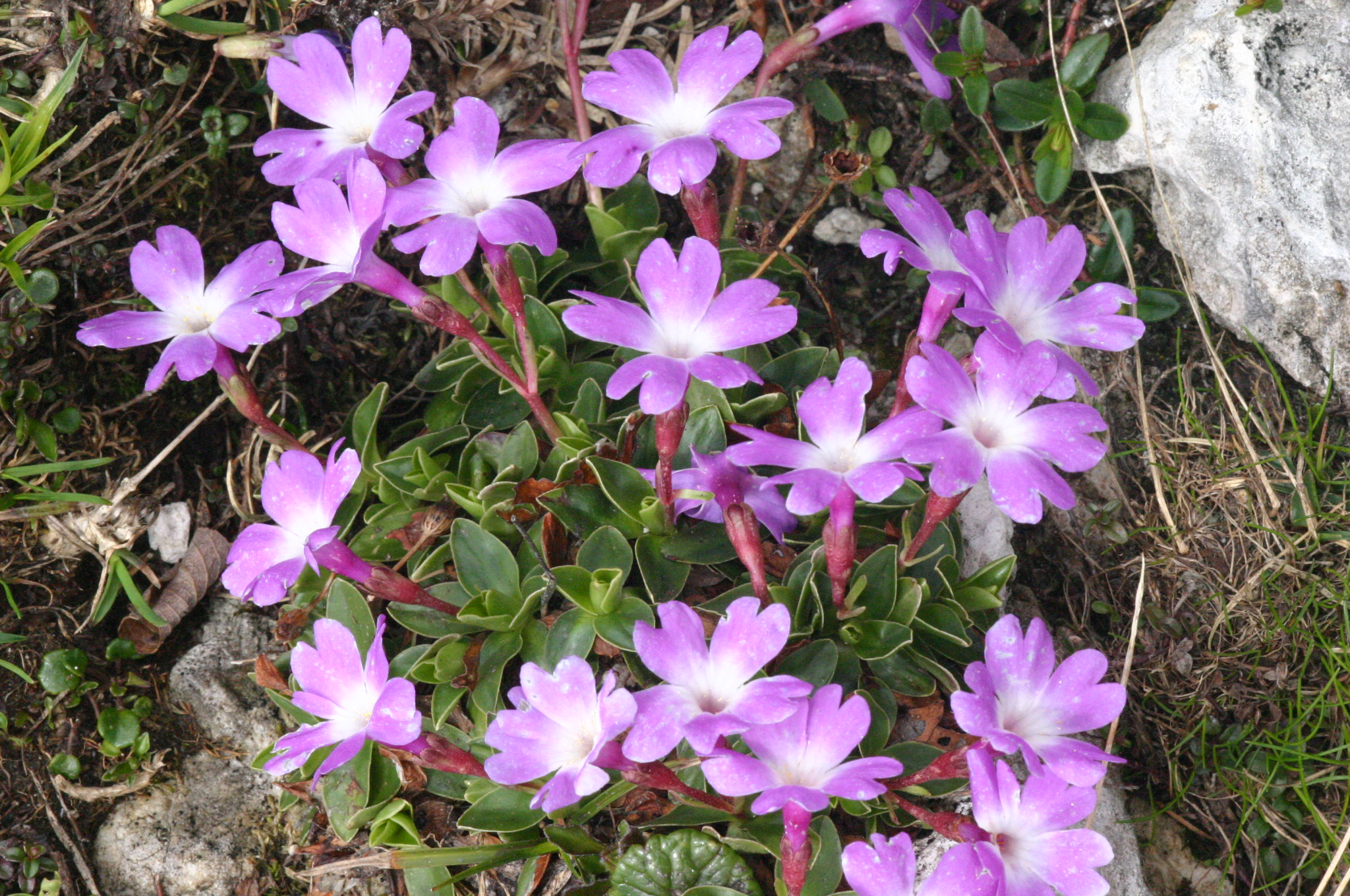
Wulfens viva (Primula wulfeniana) begränsad till sydöstra delen av Södra kalkalperna. Blomman är namngiven efter forskaren Franz Xaver von Wulfen på 1700-talet.
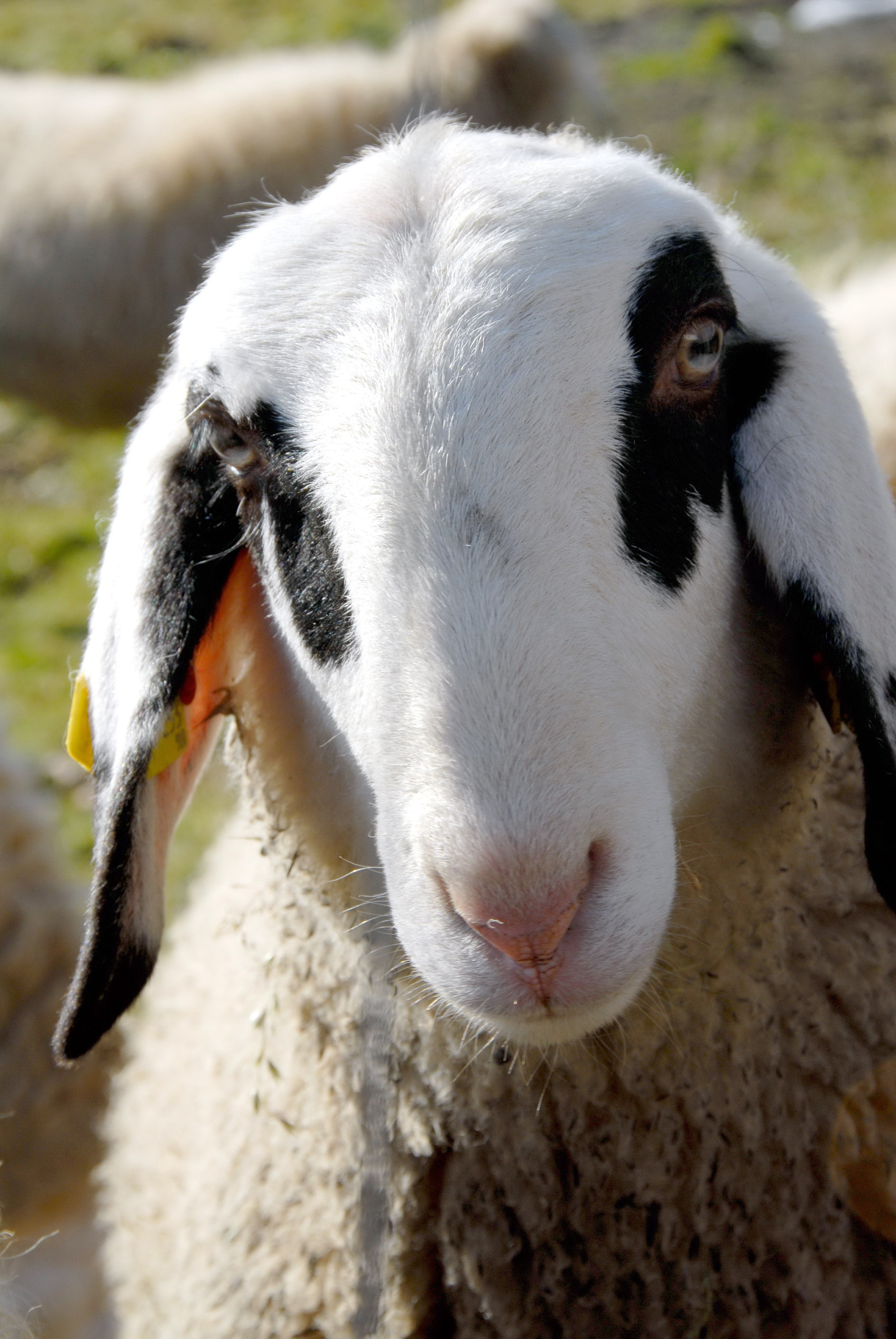
Glasögonfår är en gammal lantras med mörka ögonfläckar (”glasögon”) från Kamnik-Savinjaalperna. Den används främst för mjölkning och köttproduktion.
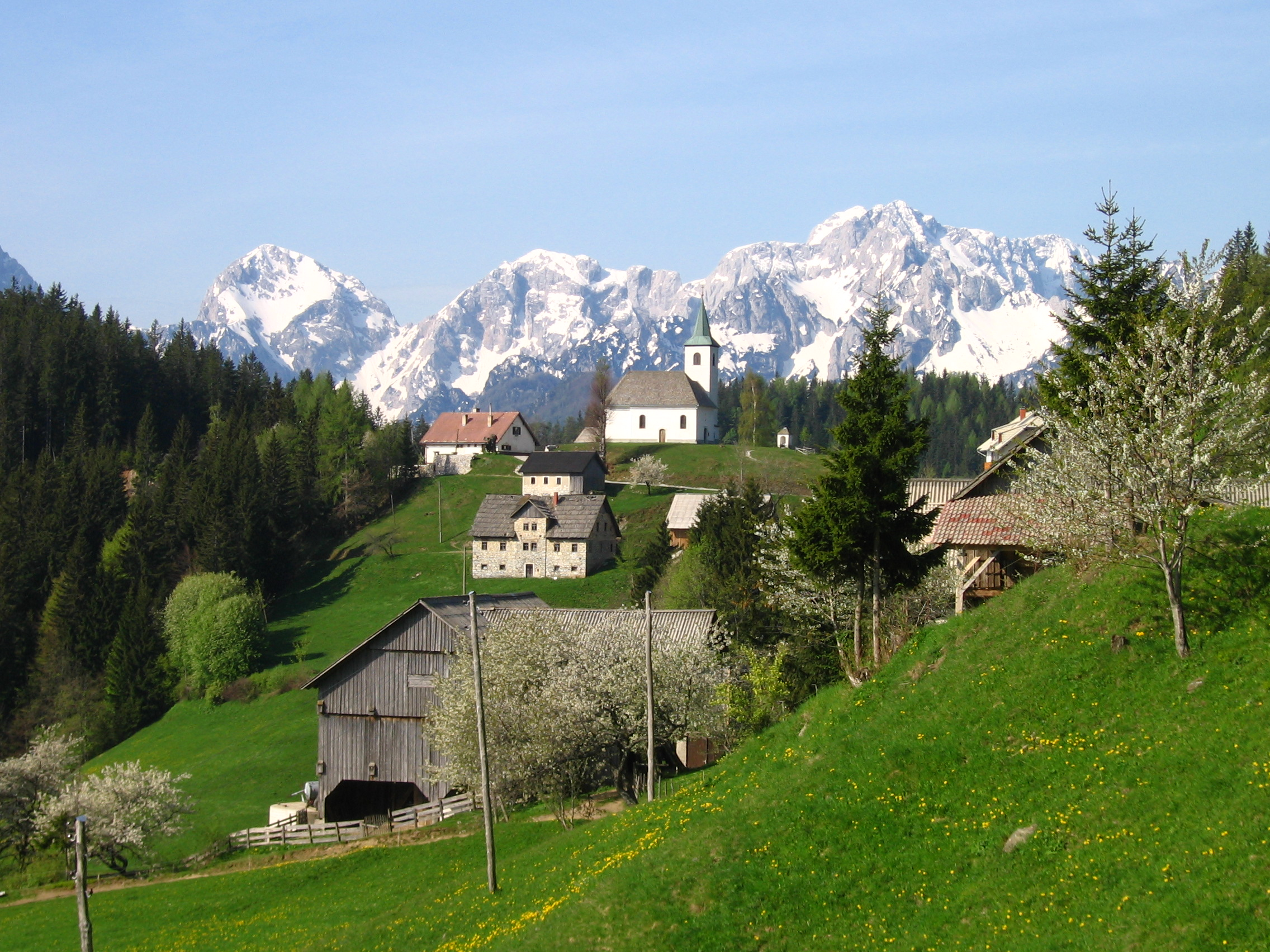
Bergsbyn Podolševa ovan dalen Logarska Dolina.
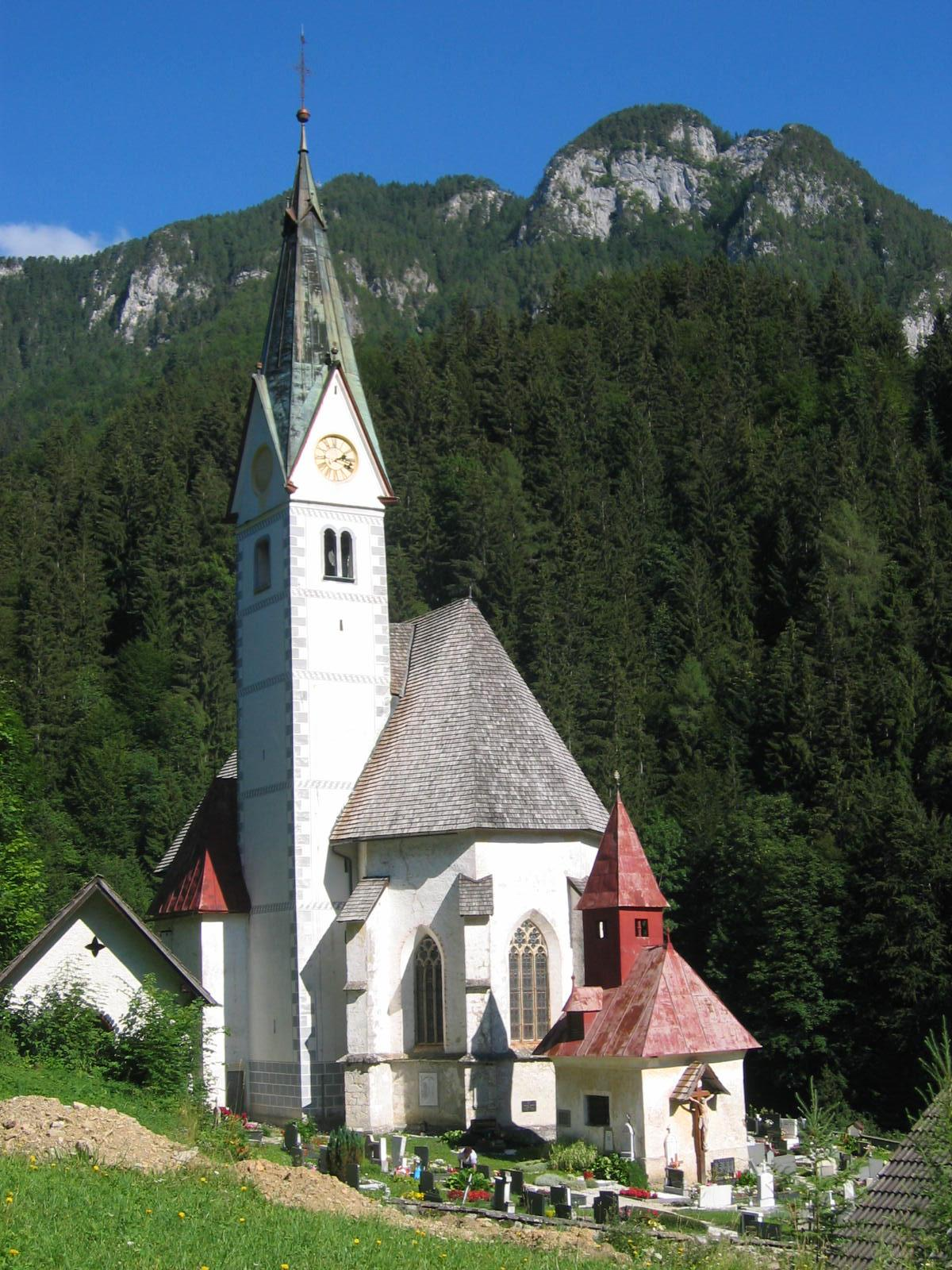
Solčava är den största bosättningen i övre Savinja-dalen. Troligen har det stått en kyrka på klippan ovan byn Solčava sedan 1000-talet, men den nuvarande gotiska St. Maria av snön är från 1400-talet.
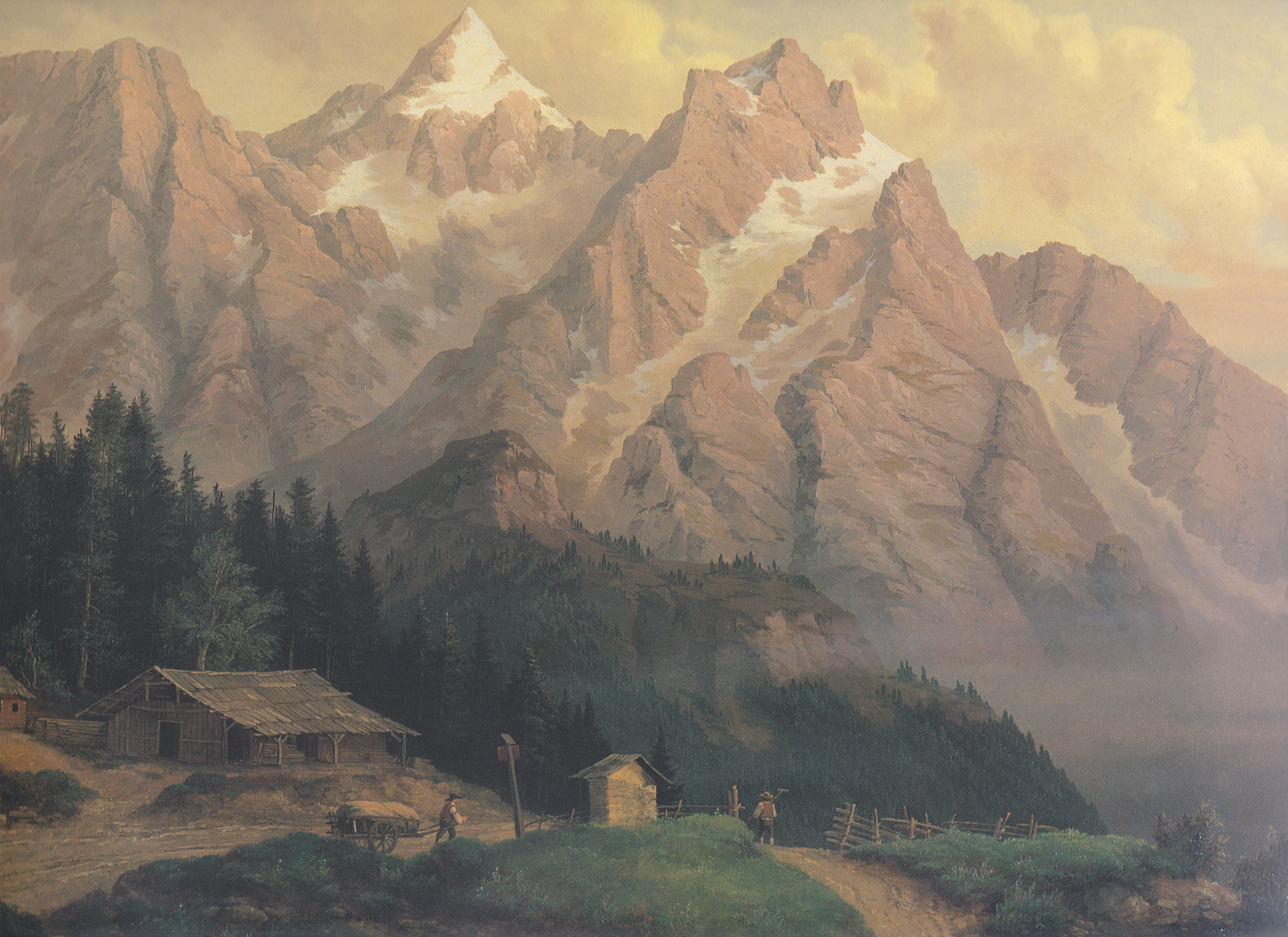
Passet Jezersko Sedlo under första hälften av 1800-talet, oljemålning av Markus Pernhart.